# Caloptilia sychnospila
Caloptilia sychnospila là một loài bướm đêm thuộc họ Gracillariidae. Nó được tìm thấy ở Namibia.